# Nevermore
Nevermore var ett amerikanskt hårdrocksband från Seattle som spelade en typ av progressiv thrash metal med vissa power metal-influenser. Bandet bestod av Warrel Dane (sång), Jim Sheppard (basgitarr), Jeff Loomis (gitarr), Steve Smyth (gitarr) och Van Williams (trummor). Det bildades i början av 90-talet ur askan av bandet Sanctuary. Det självbetitlade debutalbumet, Nevermore, gavs ut 1995.

## Medlemmar
Senaste kända medlemmar
- Warrel Dane – sång (1992–2011; död 2017)
- Jim Sheppard – basgitarr (1992–2011)

Tidigare medlemmar
- Mark Arrington – trummor, percussion (1992–1994)
- Jeff Loomis – gitarr, bakgrundssång (1992–2011)
- Van Williams – trummor, percussion (1994–2011)
- Pat O'Brien – gitarr (1994–1996)
- Tim Calvert – gitarr (1997–2000)
- Steve Smyth – gitarr, bakgrundssång (2004–2007)

Turnerande medlemmar
- Adam Gardner – percussion (1995–1996)
- Curran Murphy – gitarr (2000–2001, 2003–2004)
- Chris Broderick – gitarr (2001–2003, 2006, 2007)
- Steve Smyth – gitarr, bakgrundssång (2002)
- James MacDonough – basgitarr (2006)
- Tim Johnston – basgitarr (2007)
- Attila Vörös – gitarr (2010–2011)
- Dagna Silesia – basgitarr (2011)

## Diskografi
Demo/Promo
- 1992 – Utopia
- 1994 – Demo 1994
- 2005 – Arch Enemy / Nevermore (delad promo)

Studioalbum
- 1995 – Nevermore
- 1996 – The Politics of Ecstasy
- 1999 – Dreaming Neon Black
- 2000 – Dead Heart in a Dead World
- 2003 – Enemies of Reality
- 2005 – This Godless Endeavor
- 2010 – The Obsidian Conspiracy

Livealbum
- 2008 – The Year of the Voyager

EP
- 1996 – In Memory

Singlar
- 2001 – "Believe in Nothing"

Samlingsalbum
- 2009 – Manifesto of Nevermore
- 2015 – Original Album Collection (3CD Box)

Annat
- 2002 – Century Media 10th Anniversary Party - Live (delad DVD: Nevermore / Strapping Young Lad / Shadows Fall / Scar Culture / Eyehategod / Skinlab)
- 2008 – The Year of the Voyager (video)